# Symplocos oligandra
Symplocos oligandra là một loài thực vật thuộc họ Symplocaceae. Đây là loài đặc hữu của Ấn Độ. Chúng hiện đang bị đe dọa vì mất môi trường sống.